# KZ-Außenlager Gundelsdorf

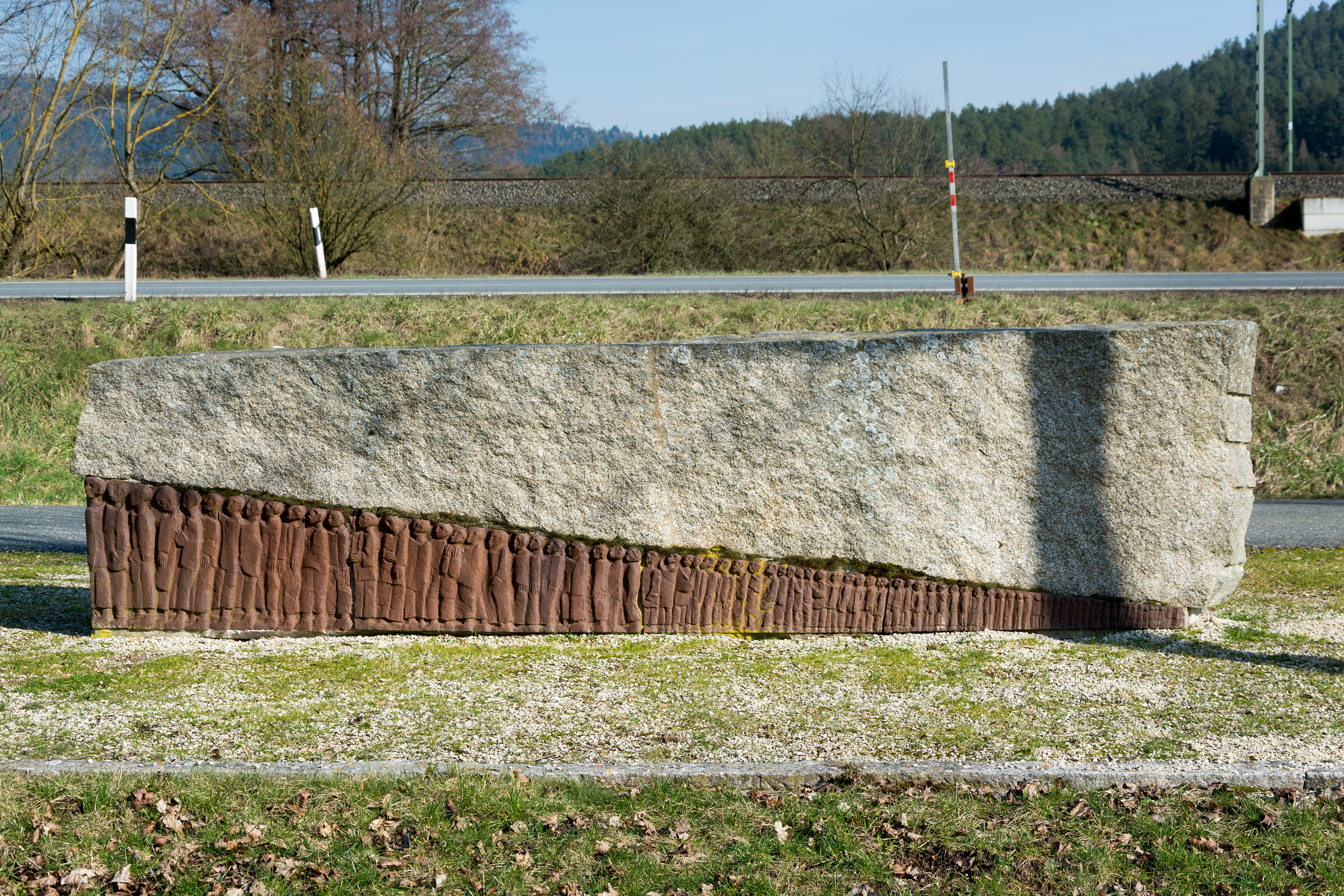
Mahnmal zur Erinnerung an das Außenlager Gundelsdorf und die dort untergebrachten Häftlinge

Das KZ-Außenlager Gundelsdorf war eines der zahlreichen Außenlager des Konzentrationslagers Flossenbürg. Es befand sich in der oberfränkischen Gemeinde Gundelsdorf – seit 1. Januar 1978 ein Gemeindeteil der Stadt Kronach – und bestand vom 12. September 1944 bis zum 13. April 1945. Die jüdischen, vorwiegend weiblichen Häftlinge wurden als Zwangsarbeitskräfte in einem Nachschublager der Luftwaffe am Gundelsdorfer Bahnhof und als Näherinnen in einer Firma im benachbarten Knellendorf eingesetzt.

## Standort
Das Konzentrationslager befand sich auf dem Betriebsgelände der ehemaligen Dampfziegelei Marie, unmittelbar an der Ostseite der Hauptstraße, der heutigen Bundesstraße 85. Das 1898 gegründete Unternehmen musste die Produktion während des Zweiten Weltkriegs ab 1941 aus wirtschaftlichen Gründen einstellen. Es verfügte über einen Anschluss an die westlich der Bundesstraße verlaufende Bahnstrecke Hochstadt-Marktzeuln–Probstzella, was den Transport der Häftlinge erleichterte. Die Ziegelei, die 1947/1948 ihren Betrieb wieder aufnahm, wurde 1976 endgültig geschlossen und das die Bundesstraße querende Bahngleis demontiert; auf dem ehemaligen Betriebsgelände befindet sich heute ein Baustoffhandel.

## Geschichte
In den letzten Jahren des Zweiten Weltkriegs wurden zahlreiche kriegswichtige Betriebe und teilweise auch militärische Einheiten aus den Ostgebieten, wo die Rote Armee immer weiter in Richtung Westen vorrückte, in das deutsche Hinterland verlegt.:8 Als Standorte wurden häufig „arisierte“ Betriebe jüdischer Geschäftsleute gewählt, da diese sich nicht gegen die Enteignung wehren konnten und dadurch nur mit geringem Widerstand zu rechnen war.:19–20 So wurde am 12. September 1944 ein Nachschublager der Luftwaffe aus Zabłocie bei Krakau an den Bahnhof in Gundelsdorf verlegt.:21–23 Das zugehörige Barackenlager entstand auf dem Betriebsgelände der 1898 von dem jüdischen Kaufmann Julius Obermeier gegründeten Dampfziegelei Marie, die ihre Produktion 1941 aus wirtschaftlichen Gründen einstellen musste.:21
Auf Betreiben des Kommandoführers, eines Hauptmanns namens Friedrich Fischer, wurden hierfür 100 polnische Jüdinnen aus dem bei Krakau gelegenen KZ Plaszow, die zum Großteil dort bereits für Fischer im Nachschublager gearbeitet hatten, als Arbeitskräfte nach Gundelsdorf deportiert.:22 Der Transport der Frauen, die zwischen 13 und 46 Jahre alt waren, erfolgte ab Mitte oder Ende August 1944 über das KZ Auschwitz, wo die Häftlinge wohl aus Quarantänegründen mehrere Wochen blieben, nach Flossenbürg und von dort weiter nach Gundelsdorf.:10, 22–23 Nach ihrer Ankunft am 11. September 1944 mussten die Frauen in der Lehmgrube auf dem Gelände der Ziegelei zunächst sehr einfach ausgestattete Baracken ohne Betten oder nennenswerte sanitäre Anlagen als Unterkünfte fertigstellen.:22, 66 Konzipiert war das Lager für eine durchschnittliche Belegung mit 75 Häftlingen. Da es sich bei dem Nachschublager um eine militärische Einrichtung der Luftwaffe handelte, wurde das Wachpersonal in Gundelsdorf – entgegen der sonst üblichen Bewachung durch SS-Personal – ebenfalls von der Luftwaffe gestellt.:116 Später wurden noch vier SS-Helferinnen als Aufseherinnen von Flossenbürg nach Gundelsdorf abkommandiert.:31
Spätestens ab dem 7. November 1944 wurden in Gundelsdorf auch männliche Häftlinge eingesetzt,:28 für die das Lager entsprechend erweitert wurde.:30 Ursprünglich sollte dies wohl bereits zur Gründung des Außenlagers der Fall sein; der Transport mit Männern, die wie die Frauen bereits bei Krakau für Fischer gearbeitet hatten, wurde jedoch offenbar in ein bis Stand 2010 nicht identifiziertes polnisches Bergwerk umgeleitet.:9 Als Ersatz wurden Anfang November 50 männliche Häftlinge aus Flossenbürg nach Gundelsdorf überstellt.:28 Diese jüdischen Männer, die unterschiedlichen Nationalitäten angehörten, stammten zum Großteil aus dem KZ Auschwitz:194 und waren physisch in sehr viel schlechterer Verfassung als die bereits in Gundelsdorf untergebrachten Frauen.:28 Annähernd die Hälfte wurde deshalb wieder nach Flossenbürg zurück überstellt, von wo am 25. November wiederum bis zu 17 aus Ungarn stammende Männer, die zuvor im serbischen Bor als Zwangsarbeiter eingesetzt worden waren, nach Gundelsdorf kamen.:38–39 Im Dezember wurden erneut zahlreiche kranke und arbeitsunfähige Männer zurück nach Flossenbürg überführt, für die am 23. Dezember maximal 22 vorwiegend aus Italien stammende Häftlinge als Ersatz nach Gundelsdorf kamen.:49 Die Gesamtzahl der männlichen Häftlinge, die im Laufe der Zeit das Außenlager durchliefen, ist nicht bekannt, da die Unterlagen des KZ Flossenbürg teilweise keine exakte Zuordnung zulassen. Es dürfte sich jedoch um 70 bis maximal 90 Personen gehandelt haben, von denen bis zum Jahr 2010 lediglich 40 namentlich identifiziert werden konnten.:90
Der Großteil der in Gundelsdorf internierten Frauen und Männer wurde im Luftwaffennachschublager am Bahnhof eingesetzt, wo sie Güterwagen be- und entladen mussten.:59–65 Ein Teil der Frauen arbeitete in der Küche und in der Wäscherei.:24 Ab 11. Dezember 1944 mussten rund 20 der Frauen im benachbarten Knellendorf für die Firma Wiedemann & Co. Militäruniformen nähen.:98–99
Drei der männlichen Häftlinge starben nachweislich während ihrer Inhaftierung in Gundelsdorf. Der erste Todesfall ereignete sich Ende November 1944, als ein Grieche in der Sanitätsbaracke an Krankheit und Entkräftung starb.:38 Der zweite Tote war ein Ungar, der Mitte Dezember an den Folgen von Misshandlungen durch das Wachpersonal verstarb;:40–48 zwei der beteiligten Offiziere wurden danach auf Veranlassung von Kommandoführer Fischer zu Fronteinheiten versetzt.:48 Ende Dezember 1944 oder Anfang Januar 1945 starb der dritte Häftling, ein Pole, an Entkräftung.:85–88 Weitere Todesopfer unter den männlichen Häftlingen infolge von Misshandlungen durch die Wachmannschaft sind möglich, konnten anhand der Unterlagen des KZ Flossenbürg jedoch nicht bestätigt werden. Möglicherweise handelt es sich bei entsprechenden Hinweisen somit um Irrtümer, verfälschte Erinnerungen oder Verwechslungen der überlebenden Häftlinge mit anderen Lagerstandorten.:74–85
Der dritte Tote in Gundelsdorf und die wohl generell schlechten Bedingungen im Lager waren wahrscheinlich der Auslöser für die Auflösung des Männerlagers am 27. Januar 1945; alle noch lebenden männlichen Häftlinge wurden zurück nach Flossenbürg transportiert. Ein großer Teil der Männer starb dort in den folgenden Monaten, wurde in andere Außenlager überstellt oder am 8. März 1945 nach Bergen-Belsen evakuiert.:89–90 Im Jahr 2010 waren lediglich vier männliche Überlebende bekannt.:90
Gleichzeitig mit der Auflösung des Männerlagers wurde die Auflösung des Frauenlagers innerhalb eines Zeitraums von zwei Wochen angeordnet.:89–90 Ein Großteil der weiblichen Häftlinge wurde am 6. Februar 1945 in das KZ Ravensbrück gebracht, von wo aus die Frauen später teilweise in andere Lager transportiert wurden.:96–97 In Gundelsdorf verblieben lediglich 35 weibliche Häftlinge, darunter die 20 in Knellendorf als Näherinnen eingesetzten Frauen.:95–96 Diese 20 Häftlinge wurden am 27. Februar 1945 nach Zwodau in Tschechien evakuiert,:101 wo sie mit anderen Frauen aus Helmbrechts und dem schlesischen Freiburg zusammengelegt wurden. Am 13. April 1945 mussten die Frauen von dort aus einen sogenannten Todesmarsch antreten, den viele nicht überlebten; sie starben an Entkräftung oder wurden vom Wachpersonal erschossen. Ein großer Teil der Frauen aus Gundelsdorf überlebte die Todesmärsche jedoch und konnte befreit werden.:191–194
Bei den 15 noch in Gundelsdorf verbliebenen Jüdinnen handelte es sich wahrscheinlich um eine Gruppe von privilegierten Häftlingen, die im Lager größere Freiheiten genossen und teilweise auch Kontakt mit den Bewohnern des Ortes hatten.:103–104 Eine der Frauen, die den Haushalt Fischers führen musste, konnte von mehreren Einwohnern bis zum Einmarsch der amerikanischen Truppen am 12. April 1945 versteckt werden.:108–109 Alle anderen Frauen wurden im April 1945 höchstwahrscheinlich zusammen nach Helmbrechts abtransportiert, von wo aus sie wahrscheinlich weiter nach Zwodau gebracht wurden und dort ebenfalls einen Todesmarsch antreten mussten.:106 Ein großer Teil dieser Frauen überlebte und konnte befreit werden.:191–194
Die vollständige Auflösung des Gundelsdorfer Außenlagers ist in den Unterlagen des KZ Flossenbürg nicht mehr verzeichnet.:104–105 Es wurde dort letztmals am 13. April 1945 erwähnt.:117
Nach dem Ende des Zweiten Weltkriegs dienten die Baracken des ehemaligen KZ-Außenlagers Gundelsdorf der Unterbringung von rund 130 aus Polen stammenden Displaced Persons. Es bestanden Pläne für eine Erweiterung des Lagers, um dort bis zu 1200 Personen unterzubringen. Diese wurden letztlich jedoch nicht realisiert, da die Infrastruktur der Gemeinde Gundelsdorf für ein Lager dieser Größe nicht ausgelegt war und sich mehrere ortsansässige Geschäftsleute über Diebstähle und Beschädigungen durch die Lagerbewohner beschwert hatten. Wann die Rückführung der im Barackenlager untergebrachten Personen in ihre Heimat erfolgte, ist unklar; das Lager muss jedoch mindestens bis 1948 bestanden haben.

## Gundelsdorfer Bevölkerung
Die Bevölkerung von Gundelsdorf nahm offenbar recht schnell eine deutliche Abwehrhaltung dem Lager und dem Luftwaffenpersonal gegenüber ein. Zum einen lag dies wohl am schlechten Verhalten der Luftwaffenangehörigen einzelnen Mitgliedern der Dorfgemeinschaft gegenüber. Zum anderen fürchteten die Einwohner die Ausbreitung von Seuchen aufgrund der menschenunwürdigen Bedingungen, unter denen die Häftlinge untergebracht waren. Daneben bestand die Gefahr, dass der Ort aufgrund des Nachschublagers Ziel von Luftangriffen wurde. Mit der abzusehenden Niederlage wuchs auch die Furcht vor undifferenzierten Vergeltungsmaßnahmen der Alliierten.:180
Dennoch duldeten keineswegs alle Einwohner das Lager stillschweigend. So protestierten etliche Gundelsdorfer Bürger bei der Kommandantur in Flossenbürg gegen die unmenschliche Behandlung der Häftlinge oder versuchten – obwohl ihnen jeglicher Kontakt zu den Häftlingen verboten war – deren Leid zu lindern, indem sie ihnen heimlich Nahrung zukommen ließen. Eine der Jüdinnen konnte von mehreren Einwohnern bis zum Eintreffen der amerikanischen Truppen versteckt werden.:180–183
Wenn in Berichten überlebender Häftlinge konkrete Personen aus der Gundelsdorfer Bevölkerung erwähnt wurden, geschah dies in der Regel in einem positiven Licht.:180

## Juristische Aufarbeitung
Nach dem Ende des Zweiten Weltkriegs nahm die Staatsanwaltschaft Coburg aufgrund des Todes des misshandelten Häftlings Ermittlungen wegen Totschlags auf und erhob Anklage gegen Kommandoführer Hauptmann Friedrich Fischer, Lagerführer Unteroffizier Wilhelm Sann und weitere Offiziere. Am 8. Juli 1952 wurde Fischer wegen mehrerer Körperverletzungen, gefährlicher Körperverletzungen oder deren Anordnung zu einer Haftstrafe von einem Jahr und sechs Monaten verurteilt. Sann wurde in derselben Verhandlung wegen mehrerer Körperverletzungen und gefährlicher Körperverletzungen zu einer Haftstrafe von einem Jahr und drei Monaten verurteilt.:131 Die Aufenthaltsorte der restlichen Offiziere konnten von den Behörden nicht ermittelt und diese somit nicht zur Rechenschaft gezogen werden.:165–166

## Gedenkstätte
Auf Initiative der Evangelischen Jugend wurde am 8. Mai 2002 am parallel zur Bundesstraße 85 verlaufenden Rad- und Fußweg zwischen Gundelsdorf und Knellendorf ein Gedenkstein errichtet. Das Mahnmal, das vom Kronacher Bildhauer Heinrich Schreiber aus einem Block Flossenbürger Granit angefertigt wurde, zeigt eine Menschenmenge, die unter der Last einer unmenschlichen Diktatur leidet.